# Herpele
Herpele é um género de anfíbios gimnofionos.

## Espécies
- Herpele squalostoma (Stutchbury, 1836)
- Herpele multiplicata Nieden, 1912